# Thyene similis
Thyene similis är en spindelart som beskrevs av Wesolowska, van Harten 2002. Thyene similis ingår i släktet Thyene och familjen hoppspindlar. Inga underarter finns listade i Catalogue of Life.